# Asplenium cyrnosardoum
Asplenium cyrnosardoum är en svartbräkenväxtart som beskrevs av Rasbach. Asplenium cyrnosardoum ingår i släktet Asplenium och familjen Aspleniaceae. Inga underarter finns listade.